# Anapausis talpae
Anapausis talpae är en tvåvingeart som beskrevs av George Henry Verrall 1912. Anapausis talpae ingår i släktet Anapausis och familjen dyngmyggor. Inga underarter finns listade i Catalogue of Life.